# دونثورب
دونثورب (بالإنجليزية:  Dunthorpe)‏ هي ضاحية في بورتلاند، أوريغون، الولايات المتحدة الأمريكية. تقع جنوب حدود مدينة بورتلاند وشمال خط مقاطعة مولتنوماه على الجانب الغربي من نهر ويلاميت . 